# Pterostylis reflexa
Pterostylis reflexa är en orkidéart som beskrevs av Robert Brown. Pterostylis reflexa ingår i släktet Pterostylis och familjen orkidéer. Inga underarter finns listade i Catalogue of Life.